# Genitivo sajón
Genitivo sajón es el término tradicional utilizado para nombrar al enclítico posesivo ’s (apóstrofo seguido de s)  en el idioma inglés. En la gramática tradicional, se considera un final de palabra, o sufijo.
En inglés antiguo, hay ejemplos en el que se escribe como his como una etimología popular, por ejemplo: St. James his park.
Las formas del genitivo sajón en inglés moderno son las siguientes:
|          | Nombre regular no acabado en -s | Nombre regular acabado en -s       | Nombre irregular                               |
| -------- | ------------------------------- | ---------------------------------- | ---------------------------------------------- |
| Singular | -'s (p.ej.: cat's)              | -'s o -’ (p.ej.: class's o class') | -'s (p.ej.: child's, ox's, mouse's, man's)     |
| Plural   | -' (p.ej.: cats')               | -' (p.ej.: classes')               | -'s (p.ej.: children's, oxen's, mice's, men's) |

Actualmente, muchos lingüistas niegan que el genitivo sajón sea un caso gramatical, como da a entender su denominación (caso genitivo), señalando que se ha convertido en una partícula enclítica que, si bien siempre aparece junto a un nombre, está claramente separada de él. Un ejemplo para demostrar esta argumentación es:

The ambassador of Iceland's wife was very welcome (La esposa del embajador de Islandia fue muy bienvenida).

Si la 's que aparece detrás de Iceland fuese un caso del nombre, entonces sería la esposa del país, Islandia, y no así del embajador. Sin embargo, el sustantivo wife está modificado por todo el sintagma nominal precedente "The ambassador of Iceland" (el embajador de Islandia).
Leonard Bloomfield, en su libro Language (1935, pp.203-6), clasificó el genitivo sajón como un determinante más, de forma análoga a los otros posesivos (my, your, his,...).
- Datos: Q1861696